# Barashevo
Barashevo (ruso: Барашево) es una pequeña población de Rusia, 3652 habitantes, en el distrito de Tengushevsky (ruso: Теньгушевский) de la república de Mordovia. Consta de un único núcleo de población situado en una zona de colinas, a 148 metros de altura, en la cuenca del Volga. 
Es la población natal del gimnasta ruso Alexei Nemov.

## Clima
El clima es continental con inviernos fríos y rigurosos, con temperaturas que pueden descender de los -20 °C y veranos cortos pero cálidos con temperaturas que en ocasiones llegan a los 35 °C. 

## Economía
Sus principales actividades son la industria forestal y papelera. Está conectada por ferrocarril con Moscú, de la que dista 362 km y Samara ya que se encuentra a mitad de camino entre la capital rusa y las ciudades del valle del Volga. 
- Datos: Q4077965